# Martin Kampmann
Martin Kampmann Frederiksen (Aarhus, 12 de abril de 1982) é um ex-lutador de artes marciais mistas dinamarquês. Estreou no MMA em 2003 e lutou no categoria dos médios e dos meio-médios.

## Carreira no MMA

### Ultimate Fighting Championship
Ele atualmente luta no Ultimate Fighting Championship, onde fez sua estreia no UFC Fight Night 6 como substituição tardia para Kalib Starnes. Em sua luta de estréia no UFC, Kampmann derrotou Crafton Wallace por finalização no primeiro round. Sua vitória seguinte veio por decisão unânime sobre o futuro desafiante ao título Thales Leites no The Ultimate Fighter 4 Finale em 11 de Novembro de 2006. No UFC 68, após ser atordoado e sofrer knockdowns inúmeras vezes, Kampmann mostrou sua dureza e resistência ao derrotar Drew McFedries por finalização no fim do primeiro round.
Em sua luta seguinte no UFC era esperada para acontecer no UFC 72 contra o ex-Campeão Peso Médio do UFC Rich Franklin, mas ele foi forçado a se retirar da luta devido à uma lesão no joelho. Kampmann retornou de sua lesão no UFC 85, onde ele derrotou  Jorge Rivera por finalização aos 2:44 do primeiro round.
Após uma derrota por nocaute técnico no primeiro round para Nate Marquardt no UFC 88, Kampmann anunciou que ele baixaria de peso e lutaria na divisão dos meio médios. Ele fez sua estréia na divisão no UFC 93 derrotando o estreante Alexandre Barros por nocaute técnico no segundo round. Kampmann então derrotou o ex-Campeão Meio Médio do WEC Carlos Condit em uma luta muito contestada por decisão dividida no evento principal do UFC Fight Night 18.
Kampmann era esperado para enfrentar Mike Swick em 19 de Setembro de 2009 no UFC 103. O vencedor ganharia uma chance pelo título contra o campeão Georges St. Pierre. Em 4 de Setembro foi anunciado que Swick havia sofrido uma lesão durante os treinamentos para a luta. Paul Daley substituiu Swick na luta. Com Swick fora, a luta não valeu pelo desafiante n°1 como Daley fazia sua estréia no UFC. Em uma surpreendente virada, Kampmann foi derrotado por nocaute técnico devido à socos em apenas 2:31 de luta.
Kampmann era esperado para enfrentar Rory Markham em 2 de Janeiro de 2010 no UFC 108. Porém, Markham foi forçado a se retirar da luta com uma lesão e foi substituído por Jacob Volkmann. Kampmann venceu por finalização no primeiro round.
Kampmann era esperado para enfrentar Ben Saunders no UFC 111., mas foi forçado a se retirar do card com uma lesão e foi substituído por Jake Ellenberger.
A próxima luta de Kampmann foi contra Paulo Thiago no UFC 115. Kampmann controlou e dominou Thiago a caminho de uma vitória por decisão unânime por 30-27 nas pontuações dos juízes.
Kampmann enfrentou o ex-Campeão Peso Médio do EliteXC e ex-Campeão Peso Médio do Strikeforce e estreante no UFC Jake Shields em uma luta que valeria uma chance pelo título, em 23 de Outubro de 2010 no UFC 121. Ele perdeu por uma decisão dividida controversa.
Kampmann então perdeu novamente por uma decisão controversa para Diego Sanchez em 3 de Março de 2011 no UFC Live: Sanchez vs. Kampmann. A luta viu Kampmann golpear e cambalear Diego durante 3 rounds (incluindo derrubando Sanchez com um socos no 1° round), com o ritmo implacável de Diego e agressão dando `ele margem para vitória em todas as 3 pontuações dos juízes. Kampmann parou 14 das 15 tentativas de quedas de Diego, e ainda lançou 79-51 em golpes totais (de acordo com o FightMetric que marcou a luta 29-28 para Kampmann). A luta ganhou o prêmio de Luta da Noite.
Kampmann era esperado para enfrentar John Howard em 26 de Junho de 2011 no UFC on Versus 4 Porém, Kampmann foi forçado a se retirar da luta com uma lesão e foi substituído por Matt Brown.
Kampmann derrotou Rick Story por decisão unânime em 19 de Novembro de 2011 no UFC 139. Apsar da luta inicialmente ser anunciada como decisão dividida, o presidente do UFC Dana White esclareceu na conferência pós-luta que os três juízes marcaram a luta a favor de Kampmann.
Kampmann então enfrentou o ex-desafiante ao cinturão Thiago Alves em 3 de Março de 2012 no UFC on FX: Alves vs. Kampmann. Após ser atordoado, Kampmann encaixou uma guilhotina em Alves com um minuto restando no terceiro round, forçando-o a bater. Pela sua performance, Kampmann foi premiado  com as honras de Finalização da Noite.
Kampmann enfrentou Jake Ellenberger em 1 de Junho de 2012 no The Ultimate Fighter 15 Finale. Após o primeiro round que viu Kampmann quase sendo finalizado após ser derrubado por Ellenberger, Kampmann derrotou Ellenberger por nocaute no segundo round. A performance também rendeu à Kampmann Nocaute da Noite.
Kampmann enfrentou Johny Hendricks em 17 de Novembro de 2012 no UFC 154. Ele perdeu a luta por nocaute no primeiro round.
Kampmann enfrentou Carlos Condit em uma revanche em 28 de Agosto de 2013 no UFC on Fox Sports 1: Condit vs. Kampmann II. Kampmann perdeu a revanche por nocaute técnico, no quarto round.
No dia 6 de janeiro de 2016, Kampmann confirmou a aposentadoria. 

## Cartel no MMA
| Cartel no MMA   |             |            |
| 26 lutas        | 19 vitórias | 7 derrotas |
| Por nocaute     | 8           | 5          |
| Por finalização | 7           | 0          |
| Por decisão     | 4           | 2          |

| Res.    | Cartel | Oponente           | Método                             | Evento                                  | Data       | Round | Tempo | Local                         | Notas                            |
| ------- | ------ | ------------------ | ---------------------------------- | --------------------------------------- | ---------- | ----- | ----- | ----------------------------- | -------------------------------- |
| Derrota | 20-7   | Carlos Condit      | Nocaute Técnico (joelhada e socos) | UFC Fight Night: Condit vs. Kampmann II | 28/08/2013 | 4     | 0:54  | Indianápolis, Indiana         | Luta de Noite.                   |
| Derrota | 20-6   | Johny Hendricks    | KO (soco)                          | UFC 154                                 | 17/11/2012 | 1     | 0:46  | Montreal, Quebec              |                                  |
| Vitória | 20–5   | Jake Ellenberger   | TKO (joelhadas)                    | The Ultimate Fighter: Live Finale       | 01/06/2012 | 2     | 1:40  | Las Vegas, Nevada             | Nocaute de Noite                 |
| Vitória | 19–5   | Thiago Alves       | Finalização (guilhotina)           | UFC on FX: Alves vs. Kampmann           | 03/03/2012 | 3     | 4:12  | Sydney, Nova Gales do Sul     | Finalização da Noite             |
| Vitória | 18–5   | Rick Story         | Decisão (unânime)                  | UFC 139                                 | 19/11/2011 | 3     | 5:00  | San José, Califórnia          | Anunciado como Decisão Dividida. |
| Derrota | 17–5   | Diego Sanchez      | Decisão (unânime)                  | UFC Live: Sanchez vs. Kampmann          | 03/03/2011 | 3     | 5:00  | Louisville, Kentucky          | Luta de Noite.                   |
| Derrota | 17–4   | Jake Shields       | Decisão (dividida)                 | UFC 121                                 | 23/10/2010 | 3     | 5:00  | Anaheim, Califórnia           |                                  |
| Vitória | 17–3   | Paulo Thiago       | Decisão (unânime)                  | UFC 115                                 | 12/06/2010 | 3     | 5:00  | Vancouver, Colúmbia Britânica |                                  |
| Vitória | 16–3   | Jacob Volkmann     | Finalização (guilhotina)           | UFC 108                                 | 02/01/2010 | 1     | 4:03  | Las Vegas, Nevada             |                                  |
| Derrota | 15–3   | Paul Daley         | TKO (socos)                        | UFC 103                                 | 19/09/2009 | 1     | 2:31  | Dallas, Texas                 |                                  |
| Vitória | 15–2   | Carlos Condit      | Decisão (dividida)                 | UFC Fight Night: Condit vs. Kampmann    | 01/04/2009 | 3     | 5:00  | Nashville, Tennessee          |                                  |
| Vitória | 14–2   | Alexandre Barros   | TKO (socos)                        | UFC 93                                  | 17/01/2009 | 2     | 3:07  | Dublin                        | Estreia no peso-médio            |
| Derrota | 13–2   | Nate Marquardt     | TKO (socos)                        | UFC 88                                  | 06/09/2008 | 1     | 1:22  | Atlanta, Geórgia              |                                  |
| Vitória | 13–1   | Jorge Rivera       | Finalização (guilhotina)           | UFC 85                                  | 07/06/2008 | 1     | 2:44  | Londres                       |                                  |
| Vitória | 12–1   | Drew McFedries     | Finalização (triângulo de braço)   | UFC 68                                  | 03/03/2007 | 1     | 4:06  | Columbus, Ohio                | Finalização da Noite.            |
| Vitória | 11–1   | Thales Leites      | Decisão (unânime)                  | The Ultimate Fighter 4 Finale           | 11/11/2006 | 3     | 5:00  | Las Vegas, Nevada             |                                  |
| Vitória | 10–1   | Crafton Wallace    | Finalização (mata-leão)            | UFC Fight Night 6                       | 17/08/2006 | 1     | 2:59  | Las Vegas, Nevada             |                                  |
| Vitória | 9–1    | Edwin Aguilar      | TKO (socos)                        | WFA: King of the Streets                | 22/07/2006 | 1     | 2:43  | Los Angeles, Califórnia       |                                  |
| Vitória | 8–1    | Damien Riccio      | Finalização (mata-leão)            | CWFC: Strike Force 4                    | 26/11/2005 | 2     | 1:58  | Coventry                      |                                  |
| Vitória | 7–1    | Matt Ewin          | Finalização (socos)                | CWFC: Strike Force 2                    | 16/07/2005 | 1     | 2:45  | Coventry                      |                                  |
| Vitória | 6–1    | Brendan Seguin     | KO (chute na cabeça)               | KOTC: Warzone                           | 24/06/2005 | 1     | 2:05  | Sheffield                     |                                  |
| Vitória | 5–1    | Matt Ewin          | TKO (interrupção do córner)        | HOP: Fight Night 2                      | 04/03/2005 | 1     | 5:00  | Swansea                       |                                  |
| Derrota | 4–1    | Andrei Semenov     | TKO (interrupção médica)           | M-1 Global MFC: Middleweight GP         | 09/10/2004 | 1     | 1:21  | São Petersburgo               |                                  |
| Vitória | 4–0    | Xavier Foupa-Pokam |                                    | EVT 2: Hazard                           | 04/04/2004 | 2     | 0:27  | Estocolmo                     |                                  |
| Vitória | 3–0    | Toni Vivas         | TKO (socos)                        | EVT 1: Genesis                          | 06/12/2003 | 1     | 1:23  | Copenhagen                    |                                  |
| Vitória | 2–0    | Dave Jones         | KO (joelhada)                      | XFC 2: The Perfect Storm                | 09/11/2003 | 1     | N/A   | Cornualha                     |                                  |
| Vitória | 1–0    | Gert Mannaerts     | TKO (socos)                        | Viking Fight 3: Rumble in the West      | 15/02/2003 | 1     | N/A   | Aarhus                        |                                  |

## Ligações Externas
«Perfil do lutador»